# DMZ Peace Train Music Festival
Il DMZ Peace Train Music Festival è un festival musicale che si tiene ogni anno nella Contea di Cheorwon, Corea del Sud. Si svolge vicino al confine con la Corea del Nord e ha lo scopo di promuovere la pace e l'unificazione in un luogo che simboleggia la divisione della Corea.

## Genesi
Ospitato da Seul, Cheorwon e Gangwon, l'evento è stato creato nel 2017, quando uno degli organizzatori del Festival di Glastonbury e del The Great Escape Festival, Martin Elbourne, ha visitato la Corea e la Zona demilitarizzata coreana con gli organizzatori del festival Zandari, Kong Yoon-young e Lee Dong-yeon. Elbourne è tornato nel gennaio 2018 e ha convinto il sindaco di Seul Park Won-soon, il governatore di Gangwon Choi Moon-soon e il ministro della Cultura Do Jong-hwan a finanziare il festival.
Il festival utilizza il padiglione Goseokjeong a Cheorwon come sede principale, ma ha anche tenuto concerti in luoghi come il monte Soyisan, l'ex Partito del Lavoro di Corea e la stazione di Woljeong-ri, con un pubblico limitato.

## Cronistoria degli artisti

### 2018
Il bassista fondatore dei Sex Pistols Glen Matlock ha fatto notizia quando ha accettato di esibirsi al festival, chiedendo agli organizzatori di coprire solo il suo biglietto aereo. Il primo anno il festival era a ingresso gratuito.
| Sabato 23 giugno   | - Adoy - Bahngbek - Billy Carter - Bluse Power - Cha Jin Yeob Collective A - Galaxy Express - Hitchhiker - Idiotape - Kang San-eh - Kiha & the Faces - Kirara - Lee Sang-soon - NST & The Soul Sauce - Sunwoo Jung-a - Kid Francescoli - Mitsume - Newton Faulkner - Phum Viphurit - Txako - Vadou Game - Zenobia |
| Domenica 24 giugno | - Bahngbek - Cha Seung-woo (No Brain) - Crying Nut - Jambinai - Lee Seung-hwan - Life and Time - Say Sue Me - Se So Neon - SsingSsing - Anoice - Colonel Mustard and the Dijon 5 - Glen Matlock - Joyce Jonathan - No Party for Cao Dong                                                                          |

### 2019
L'ex membro dei The Velvet Underground John Cale è stato uno degli headliner stranieri, insieme alla leggenda del rock coreano-cinese Cui Jian, a Seun Kuti, figlio del musicista nigeriano Fela Kuti e alla band post-punk danese Iceage.
| Venerdì 7 giugno  | - MKIT RAIN - Kingston Rudieska - Seun Kuti & Egypt 80 - Rhea Blek - Guampara Music - Xavi Sarria |
| Sabato 8 giugno   | - Kim Sa-wol X Kim Hae-won - Numnum - Dead Buttons - Sonyen - Sultan of the Disco - Jannabi - Hellivision X Kim Oki - Hyukoh - Cui Jian - Fujiya & Miyagi - Little Big Bee - Lucie,Too - Mongooz and the Magnet - Palmy |
| Domenica 9 giugno | - Gureung Train - Stella Jang - Amado Lee Jaram Band - Jung Tae-chun Park Eun-ok - George - Colde - So!YoON! - Elephant Gym - Iceage - John Cale - Last Train - Peace                                                   |

Ci sono stati anche spettacoli speciali in luoghi più sensibili all'interno della DMZ, che hanno permesso solo un pubblico limitato.
| Venerdì 7 giugno | 1600 | la monte Soyisan           | - Yoon Jae-won                                                                                      |
| Venerdì 7 giugno | 1900 | l'ex Partito del Lavoro    | - Kim Sa-wol X Kim Hae-won - Kim Ji-won (of Billy Carter) - Baik Hyun-jin - Ambiguous Dance Company |
| Sabato 8 giugno  | 1300 | la stazione di Woljeong-ri | - Kim Cheol-woong - Wussami - Jeongmilla                                                            |

### 2022
I festival del 2020 e del 2021 sono stati cancellati a causa della pandemia COVID-19. Il festival è stato modificato a pagamento e i biglietti per l'intera giornata sono stati venduti a 66.000 won.
| Sabato 1 ottobre   | - Balming Tiger - Bongjeingan - Soumbalgwang - CHS - Yoon Soo Il Band - Lang Lee - Car, the Garden - Haepaary - Hyodo and Bass - Bandit Bandit - Makimakkuk - Starcrawler                           |
| Domenica 2 ottobre | - OKFM - Kim Ildu and Bulsechul - Nerd Connection - Nucksal X Cadejo - No Brain - Bulgogidisco - Leenalchi X Ambiguous Dance Company - Han Young Ae - Bohemian betyars - HYBS - The Inspector Cluzo |

Come nel 2019, c'è stato anche un concerto alla stazione di Woljeong-ri, a cui hanno partecipato due artisti.
| Sabato 1 ottobre | 150 | Woljeong-ri Station | - Lang Lee - Jaehoon Kim |

### 2023
Nel 2023, spostarono la settimana del festival a settembre e annunciarono la prima scaletta che comprendeva HMLTD e Mild High Club. In seguito, anche Michael Rother, membro dei Neu!, è stato incluso nella lista.
Da quell'anno, il festival gestisce un nuovo campeggio, il Peace Camp.
| Sabato 2 settembre   | - 250 - Gate Flowers - Verycoybunny - Silica Gel - CIFIKA - Wah Wah Wah - Idiotape - Lee Sang Eun - Hypnosis Therapy - Chroma - DYGL - Michael Rother - 南洋派對N.Y.P.D. - TootArd |
| Domenica 3 settembre | - Meaningful Stone - My Aunt Mary - Sogumm - Soombee - Adoy - Choi Beck Ho - Jambinai - Frente Cumbiero - HMLTD - Kiki - Mild High Club - Onra                                     |